# (2260) Неоптолем
(2260) Неоптолем (др.-греч. Νεοπτόλεμος) — крупный троянский астероид Юпитера, двигающийся в точке Лагранжа L4, в 60° впереди планеты. Он был обнаружен 26 ноября 1975 года астрономами обсерватории Нанкин и назван в честь Неоптолема, персонажа древнегреческой мифологии.

Орбита астероида Неоптолем и его положение в Солнечной системе
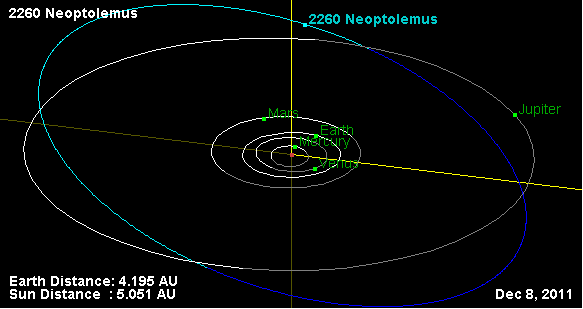
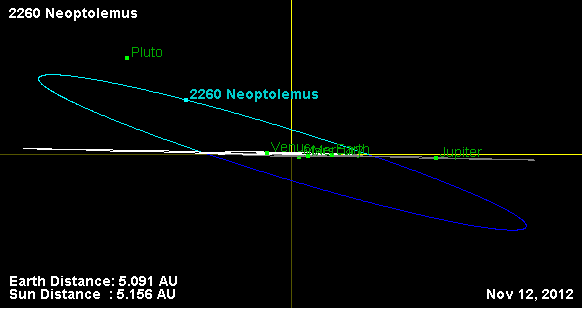